# Maras (Pérou)
Pour les articles homonymes, voir Maras.
 (juin 2024).
Si vous disposez d'ouvrages ou d'articles de référence ou si vous connaissez des sites web de qualité traitant du thème abordé ici, merci de compléter l'article en donnant les références utiles à sa vérifiabilité et en les liant à la section « Notes et références ».
À une cinquantaine de kilomètres de Cuzco, la ville principale des Andes, Maras s'étend sur un plateau qui domine la Vallée sacrée des Incas, à 3 300 m mètres d'altitude. 
La ville a surtout survécu, semble-t-il, grâce à ses salines, situées à près d'une heure de marche de là, sur un versant escarpé. À cet endroit, le plateau commence à plonger vers la Vallée sacrée. A plus de 3 200 m, une source jaillit donnant naissance à un ruisseau saturé de chlorure de sodium. Un atout précieux dans cette région très éloignée de la mer.
Aujourd'hui, les 700 à 800 familles qui possèdent les quelque 3 600 bassins sont organisées en coopérative. La production annuelle totale oscille entre 160 et 200 tonnes.

## Lieux et monuments

Salines de Maras.

- Dans la vallée de l’Urubamba, les salines de Maras abritent des centaines de bassins suspendus en terrasses sur les flancs de la montagne. Encore exploitées aujourd’hui, les salines datent de l’époque pré-inca et ont été développées au fil du temps.

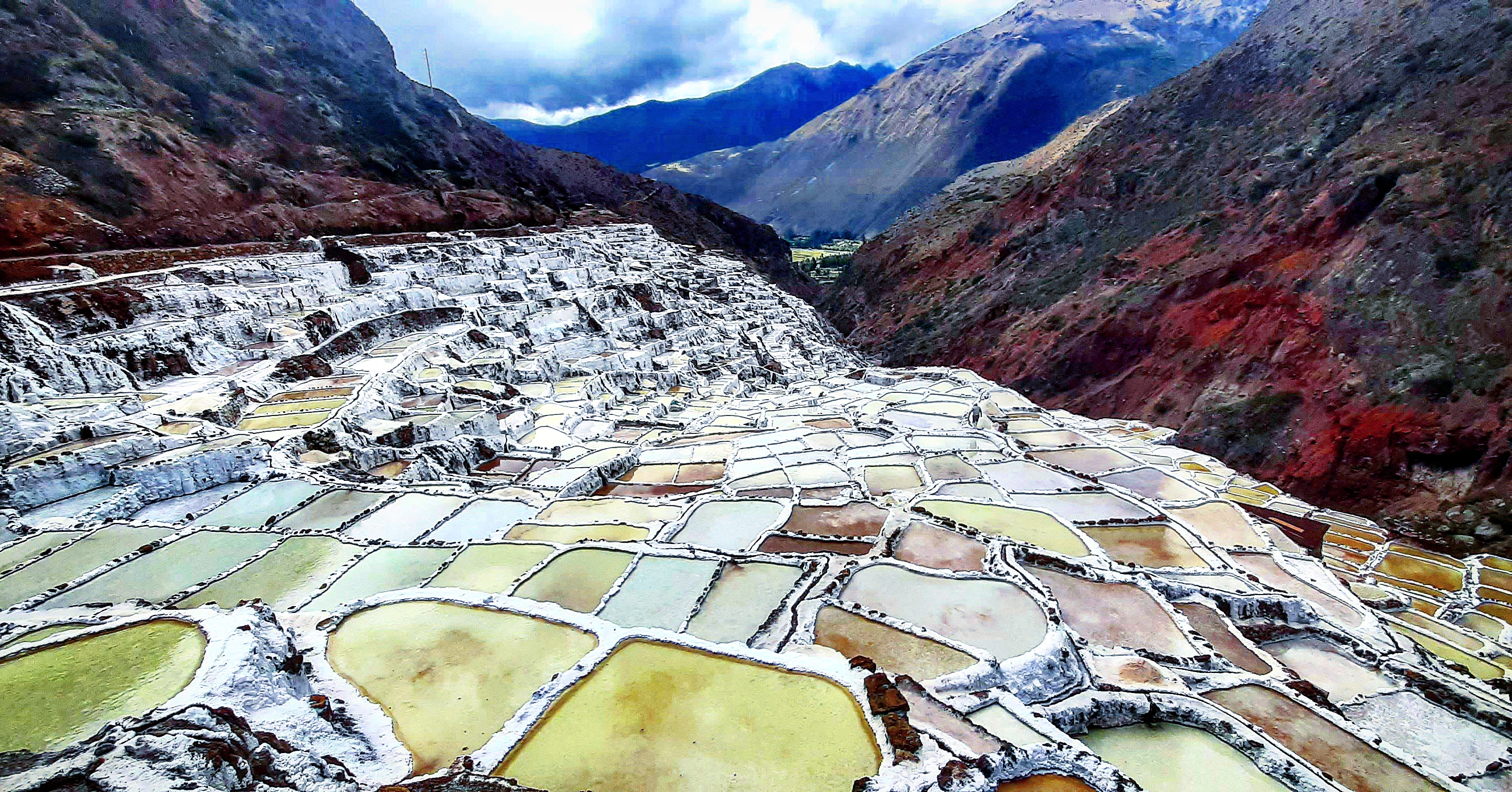
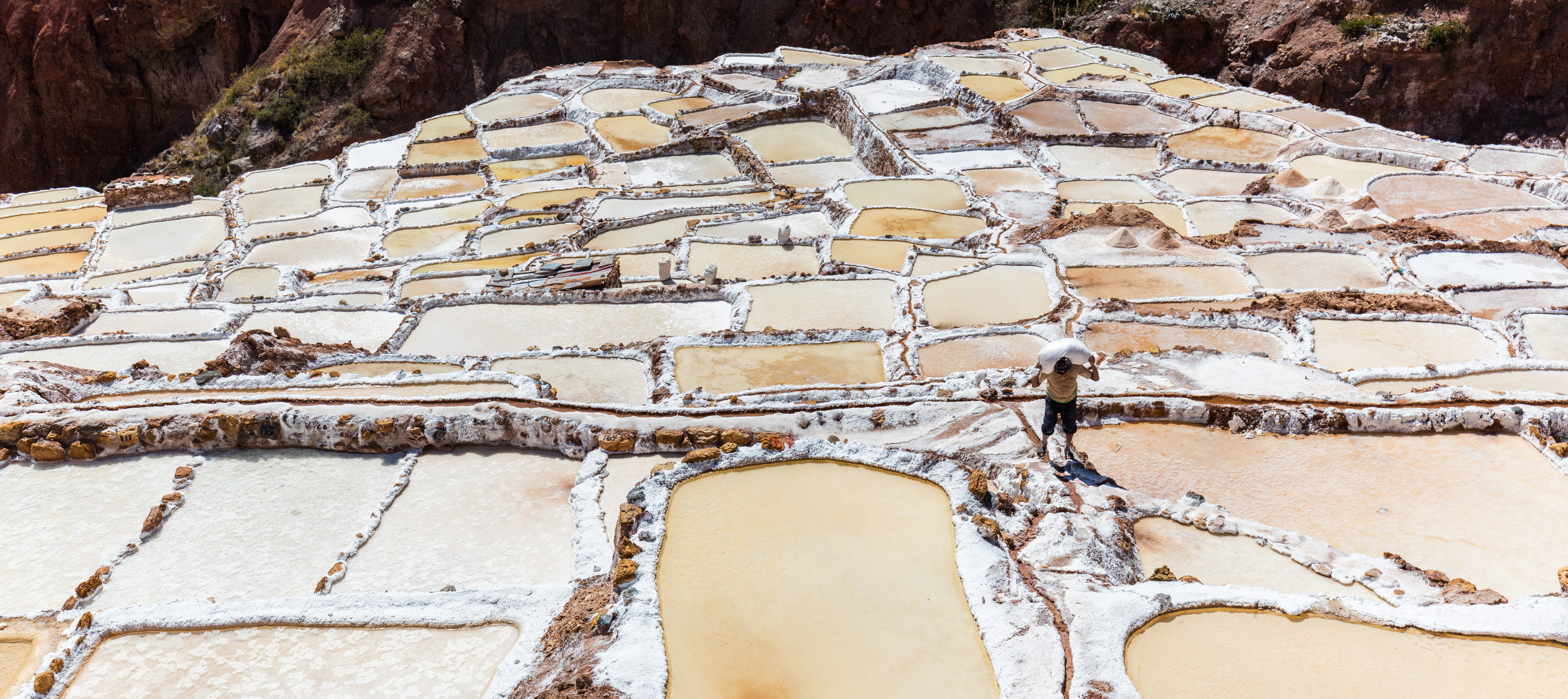
Salines de Maras.
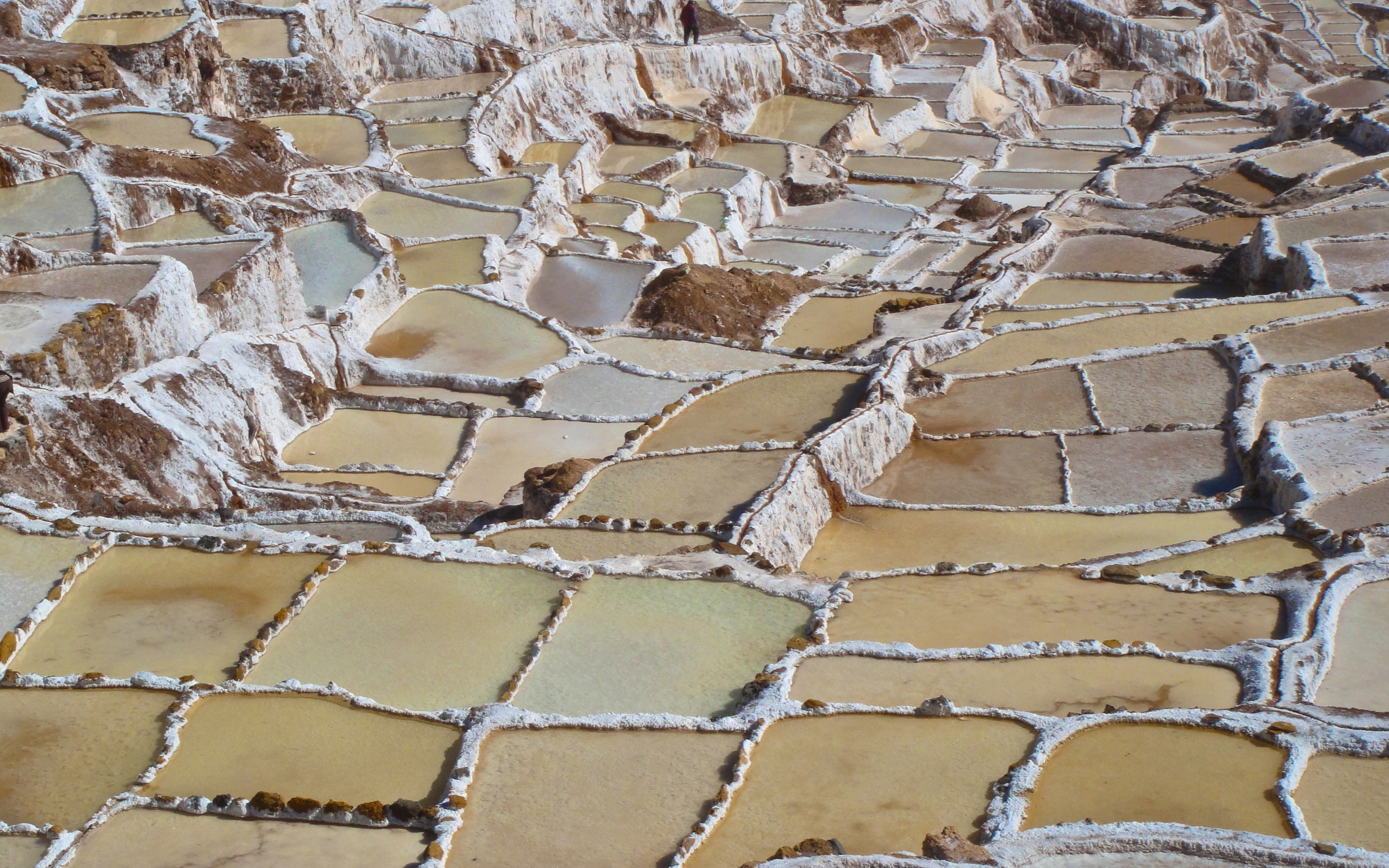
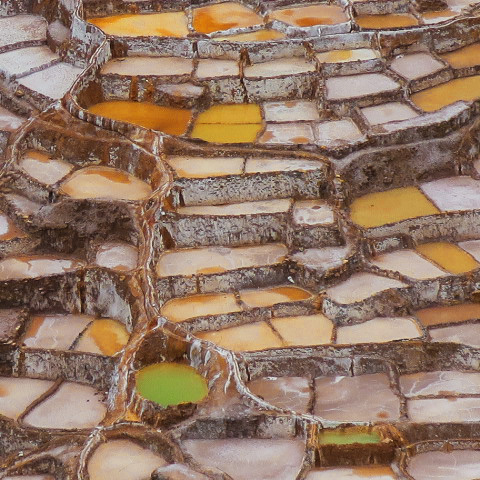
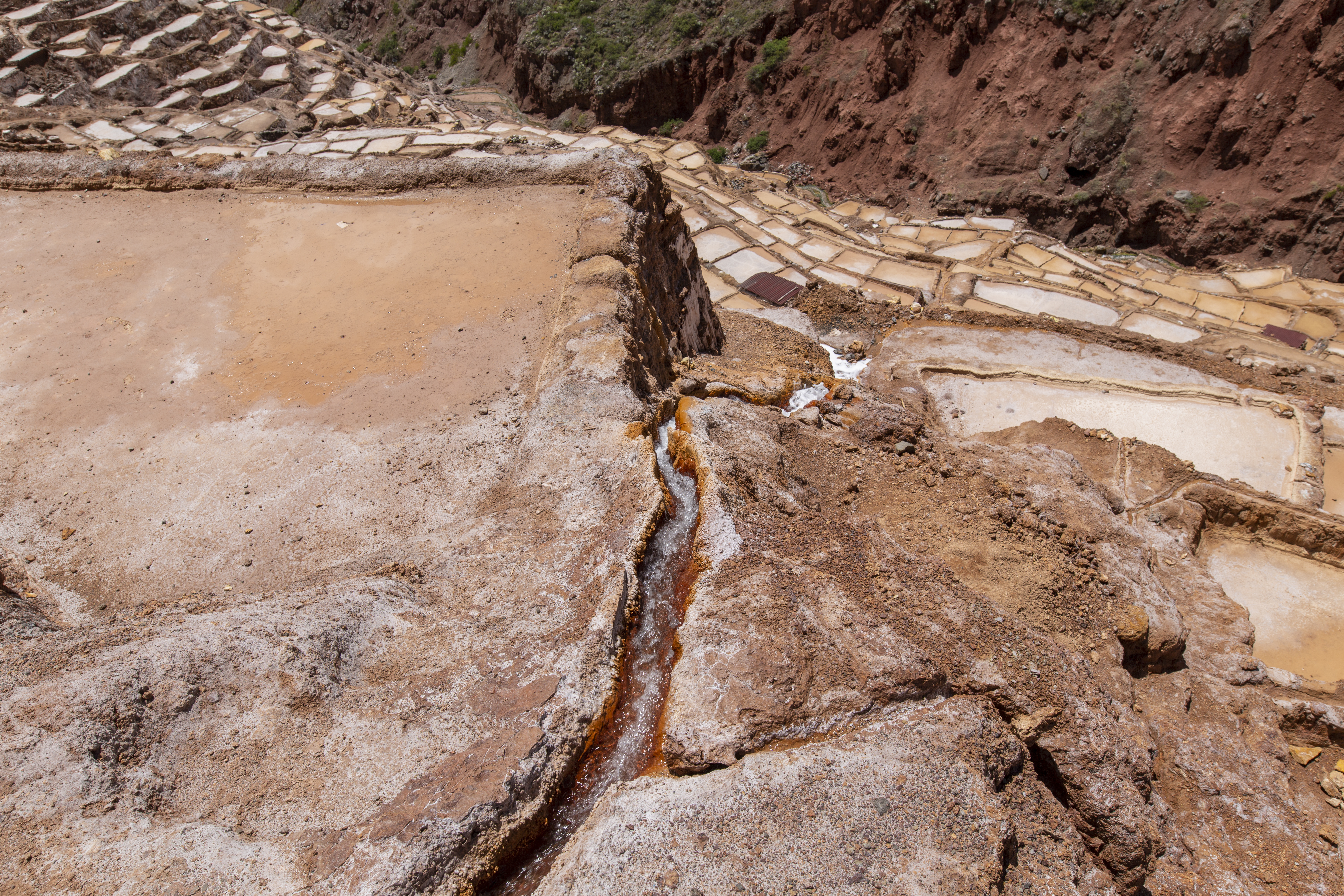
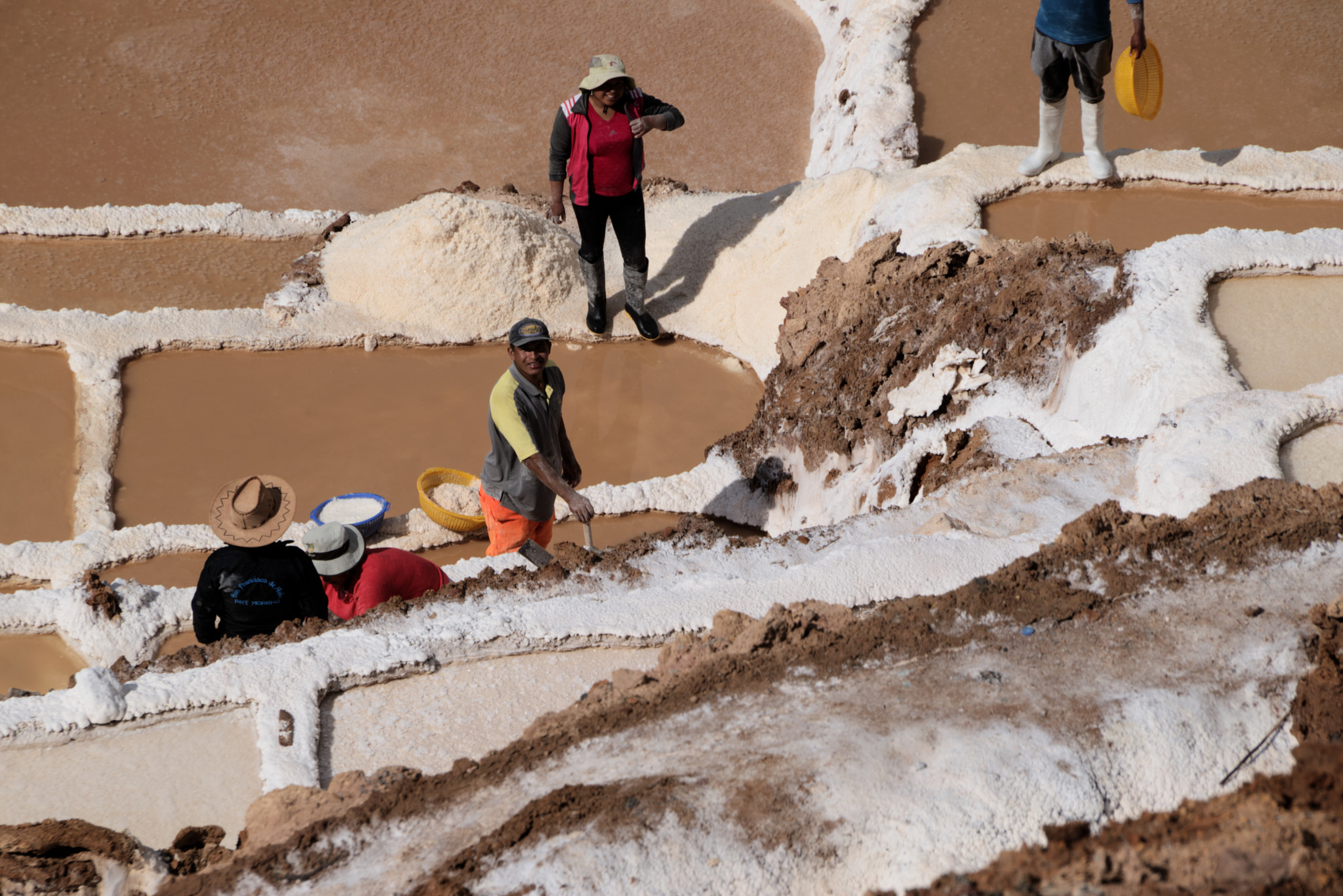